# タイワンショウドウツバメ

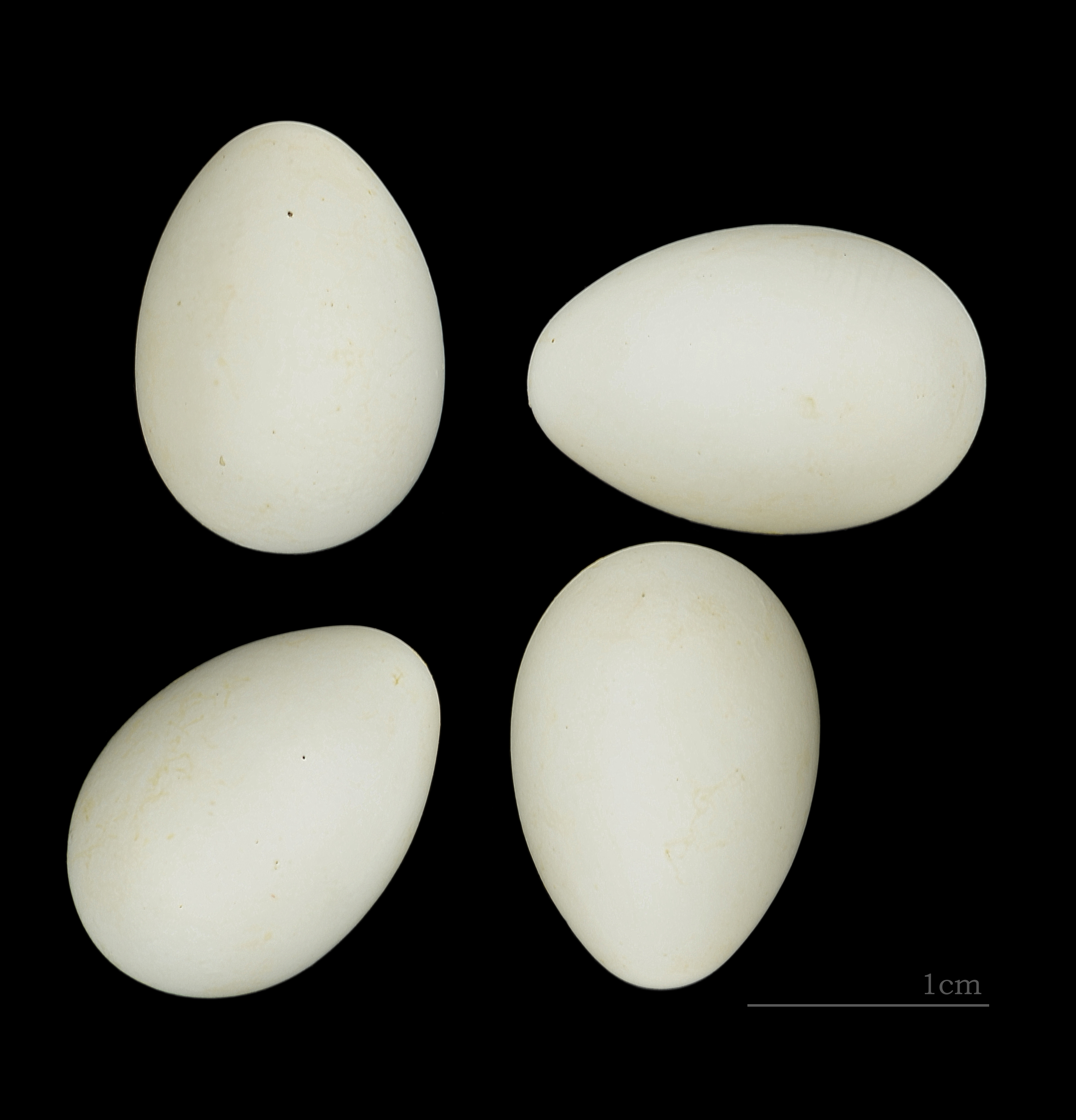
Riparia paludicola

タイワンショウドウツバメ（台湾小洞燕、学名：Riparia paludicola）は、スズメ目ツバメ科に分類される鳥。

## 分布
インド北西部、ミャンマー、中国南部から台湾に留鳥として分布する。アフリカの中部から南部、マダガスカルにも生息するという資料もある。
日本では、沖縄本島、与那国島で数度の観察記録があるだけの迷鳥である。観察された時は、他のツバメ類の群れに混じって行動していたという。

## 形態
全長12cmでショウドウツバメよりやや小さい。背面は暗褐色、腹面は白い体羽で覆われる。胸部に褐色の横帯がないことでショウドウツバメと区別できる。

## 生態
海岸や川辺の草原など開けた土地を好む。飛翔しながら昆虫類を捕食する。